# Anton Qafarena
Anton Qafarena (* 11. Juni 1997 in Shkodra) ist ein albanischer Volleyballspieler.

## Karriere
Qafarena spielte in seiner Heimat für Studenti Tirana und Vllaznia Shkodra. 2017 wurde der Diagonalangreifer vom deutschen Bundesligisten Volleyball Bisons Bühl verpflichtet.